# Medhy Custos
 (octobre 2014).
Si vous disposez d'ouvrages ou d'articles de référence ou si vous connaissez des sites web de qualité traitant du thème abordé ici, merci de compléter l'article en donnant les références utiles à sa vérifiabilité et en les liant à la section « Notes et références ».
Medhy Custos est un chanteur français de zouk originaire de la Guadeloupe, né le 4 juillet 1973 à Paris.

## Biographie
Medhy Custos, découvre le chant et le Gwoka, la musique percussive et traditionnelle de la Guadeloupe, dès l’âge de six ans à la MJC de Pointe-à-Pitre,.
Entre 1996 et 1998, il intègre le groupe Kwebee avec lequel il enregistre deux maxi singles, Magic Dream et Annie.
En 2000, le quintet vocal partage la scène de Jean-Jacques Goldman à Pointe-à-Pitre lors de sa tournée « En passant », et dans la foulée fait les premières parties de Trio Esperança, Malavoi et de Jacques Higelin lors de leur concert aux Antilles.
En 2002, après s’être fait remarquer en tant qu’auteur-compositeur sur divers projets, il réalise l’album Allianstars vol.1 sur lequel on retrouve les tubes À jamais et Pé pa oubliéw pour lequel il est primé « meilleur interprète masculin » au prix SACEM en 2003.
En 2004, il enregistre son premier album solo intitulé Sérial Lover comprenant entre autres les titres à succès Franc Jeu, Pour te retenir, Comme si et Dalo.
En 2006, le titre Pas de Glace qu’il interprète en duo avec Jane Fostin lui permet d'obtenir, en France, deux prix aux Trophées des Arts afro-caraibéens - Meilleur duo et Meilleur interprète masculin pour le titre Franc Jeu. Il reçoit également le Kundé d'Or du meilleur artiste de la Caraïbes au Burkina Faso.
Fin octobre 2006, il signe chez Up Music, filiale de Warner Music France, et sort un deuxième album éponyme sur lequel on retrouve sa chanson la plus célèbre « Elles demandent ». L'album s'écoule à plus de 60 000 exemplaires.
Le 30 mars 2007, il reçoit des mains de Pierre-Édouard Décimus (cofondateur du groupe Kassav), le prix SACEM « zouk »
 pour la chanson « Cette nuit » extraite de l’Album Allianstars vol.2 et dont il est l’auteur compositeur.
En 2008, il donne ses premiers concerts dans l’hexagone, une tournée qui débute à La Cigale (Paris), se poursuit en Afrique, dans l’Océan Indien et dans tout l’arc antillais.
Le 26 janvier 2009, Medhy Custos sort un troisième album intitulé Ouvrir mes ailes sur lequel il présente un profil plus urbain par le biais de collaborations avec Tiwony, Lord Kossity, Admiral T, ou encore AP du 113.
Le 22 mai 2009, le chanteur afro-caribéen se produit en concert à l’Olympia de Paris où il entame une tournée internationale.
Entre 2010 et 2012, il produit des artistes de la Guadeloupe, de la Martinique et de la Guyane Erick Négrit, Cactus cho, Griv la, Bruno Bias, Jimmy Devarieux, Jonathan[Lequel ?], Stéphanie René, et collabore aux projets de Tiwony, Fdy Phénomèn, Jean-Marie Ragald.
En janvier 2013, il revient en solo  sur le titre Avec toi, et en duo sur Esa noche avec Monica Pereira, une adaptation franco-portugaise de Cette nuit par le biais de Dis moi Zouk by Medhy Custos, une compilation sur laquelle apparaissent la nouvelle génération montante du zouk et des ténors de la scène afro-caraïbéenne comme entre autres Jocelyne Labylle et Wyclef Jean.
Le 1er juillet 2013, la compilation  Tropical Family sort dans les bacs. Elle y comprend le titre Mélissa, une reprise  de Julien Clerc qu'il interprète avec Sheryfa Luna.
En 2014, il revient avec l'album ADN comprenant notamment les chansons Lova girl, Juste une heure et Me luv yuh.

## Discographie

### Singles
- 2002 : Pé pa oublie'w
- 2004 : Franc jeu
- 2005 : Pas de glace (Feat. Jane Fostin)
- 2006 : Elles demandent
- 2007 : Ne dis à personne
- 2009 : Mes divas
- 2009 : Tant pis
- 2010 : Vini on gran nonm
- 2012 : Avec toi
- 2013 : Esa noche (Feat. Monica Pereira)
- 2014 : Lova girl
- 2014 : Juste 1 heure
- 2014 : Me luv yuh
- 2015 : Padoné mwen
- 2015 : Comme je suis (Feat. Fdy Phenomen)
- 2016 : Kitel Ale (Feat. T-Micky)
- 2016 : L'enfant seul (Feat. Illmino)
- 2016 : Gwo Ka (Remix) (Feat. Erik Négrit, Misié Sadik)
- 2017 : Don't let me go

## Récompenses
- 2003 - Prix Sacem du Meilleur Interprète Masculin
- 2005 - Carribbéan Award du Meilleur Espoir Masculin
- 2006 - Césaire du Meilleur Duo pour Pas de glace avec Jane Fostin
- 2006 - Kundé d'Or du Meilleur Artiste de la Caraïbe au Burkinafaso en Afrique
- 2006 - Césaire du Meilleur Interprète Masculin pour Franc jeu
- 2007 - Prix Sacem du Meilleur Zouk pour Cette nuit
- 2007 - Césaire du Meilleur Auteur Compositeur pour l'album Medhy Custos